# Chifoulou
Chifoulou (ook chifoulou du Kasaï) is een traditioneel Congolees kipgerecht. Het werd als feestmaaltijd gegeten door de bewoners van de voormalige provincie Kasaï in Belgisch-Congo. Het recept werd door terugkerende kolonialen naar België meegebracht. 